# Berca
Berca község Romániában, Havasalföldön, Buzău megyében.

## Fekvése
A Bodza folyó völgyében, Bodzavásártól északnyugatra fekvő település.

## Története
Berca területén két műemlék is található: A Berca kolostor romjai. A másik a településtől 4 km-re fekvő Rătești kolostor (Mănăstirea Rătești), mely 1630-ban épült. 1844-ben újították fel. A kolostor festményeit N. Teodorescu készítette.
A település közelében, a Duna mellett bronzkori temetőt tártak fel.

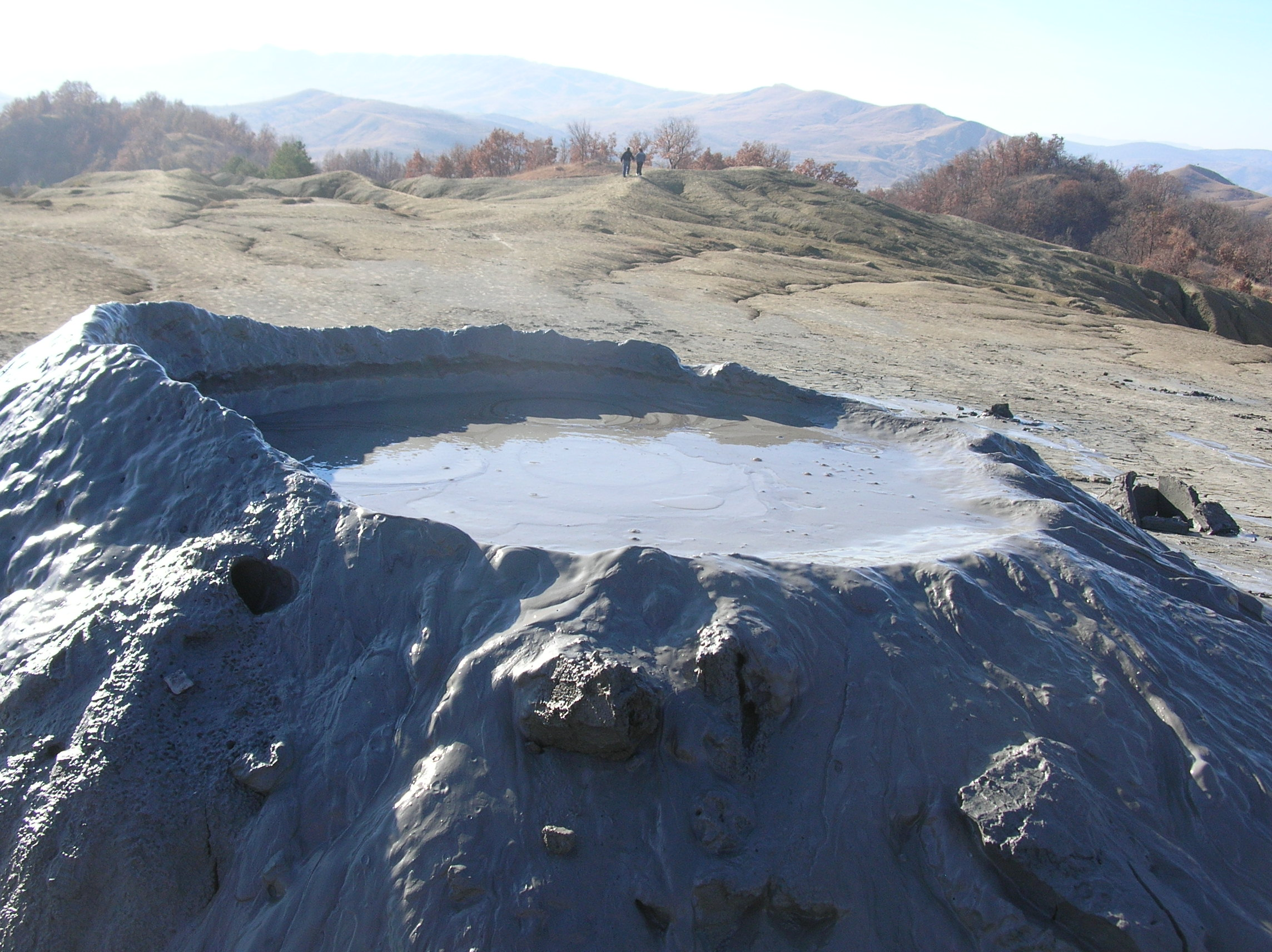
Iszapvulkán Berca közelében

Ugyancsak a település közelében található Pâclele Mari-tól 8 km-re az ország egyik legérdekesebb természetvédelmi területe is. Az itt levő bercai iszapvulkánok finom iszapból álló, alacsony (néhány méteres, a 10 métert alig elérő) kerek vagy ovális kúpok, csúcsukon kis horpadással, melyek apró tűzhányókra emlékeztetnek. Kráterükben vízzel kevert iszap van, melyet a mélyből feltörő gázok sodornak a felszínre, s mely fortyogva, bugyborékolva kavarog. Néha egy-egy erősebb gázkitörés valóságos iszapfolyásokat okoz, továbbformálva a különleges alakulatokat.

## Galéria

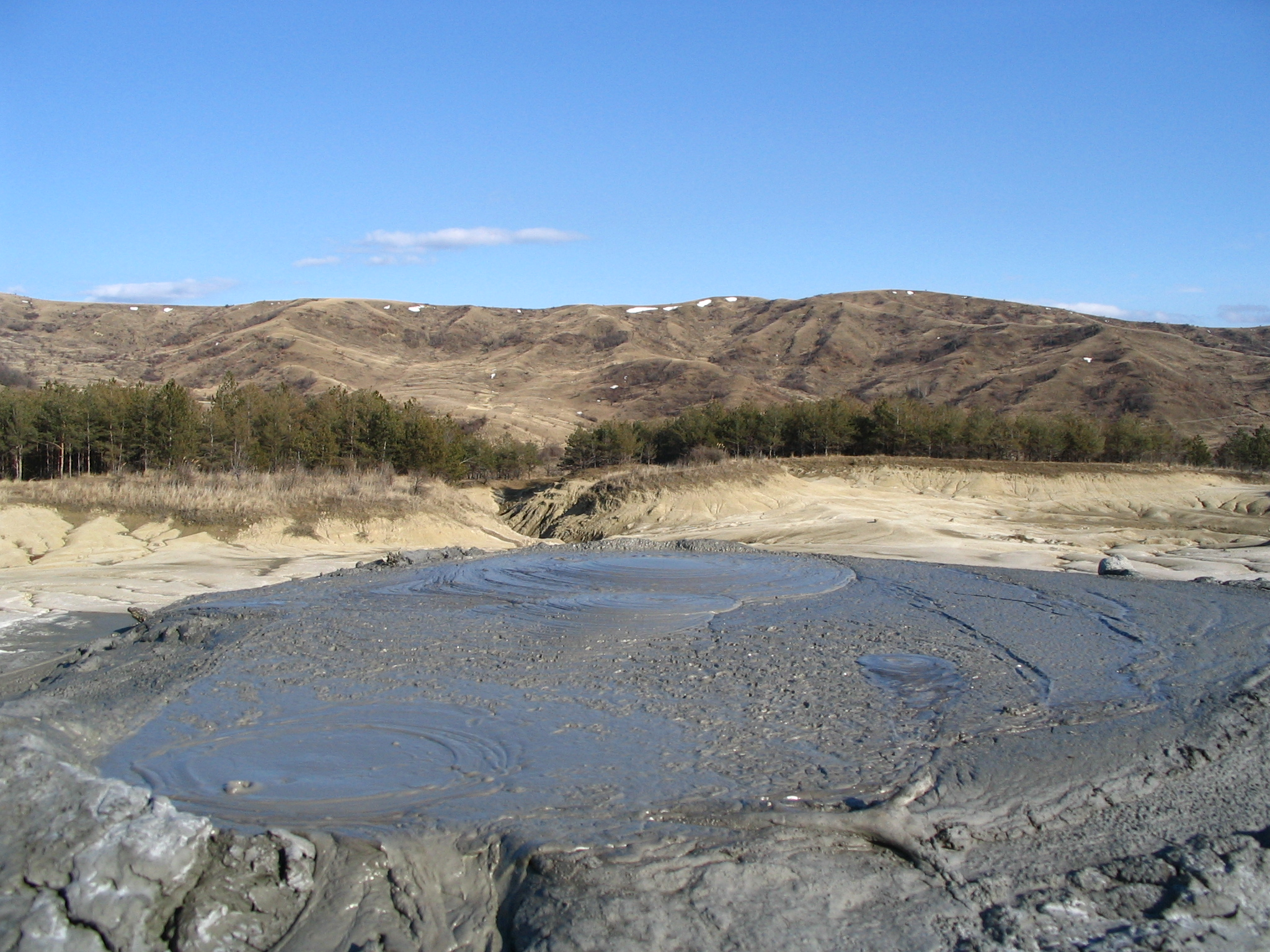
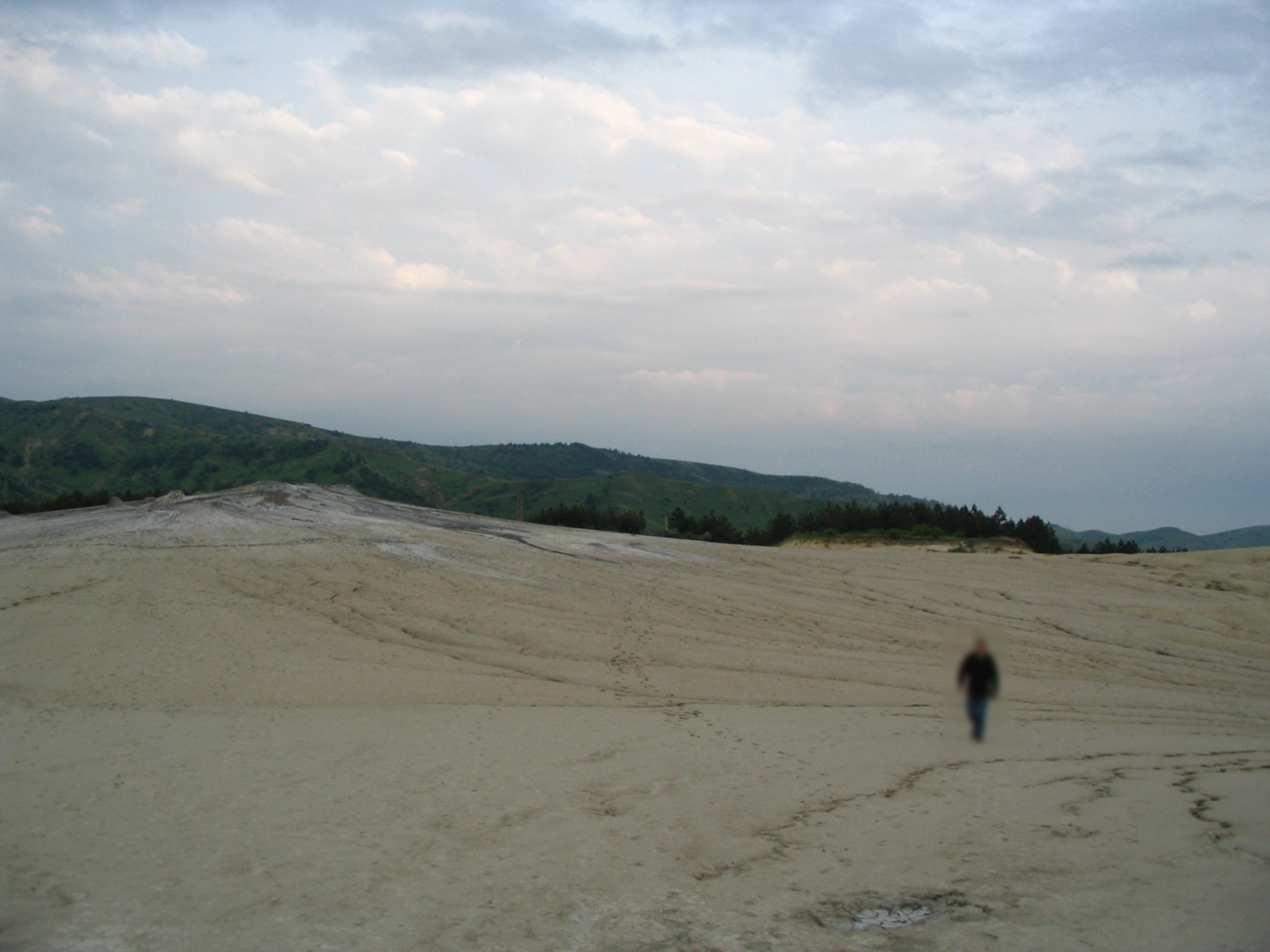

## Lakossága
| Nemzetiségek | 2002 | 2002   |
| ------------ | ---- | ------ |
| Románok      | 9544 | 99,39% |
| Romák        | 46   | 0,47%  |
| Magyarok     | 6    | 0,06%  |
| Lipovánok    | 4    | 0,04%  |
| Törökök      | 1    | 0,01%  |
| Ukránok      | 1    | 0,01%  |
| Összesen     | 9602 | 100,0% |